# Arthur Benton
Arthur Lester Benton (ur. 16 października 1909 w Nowym Jorku, zm. 27 grudnia 2006 w Glenview) – amerykański neuropsycholog, pracownik Uniwersytetu Iowa w Stanach Zjednoczonych.

## Życiorys
W latach 40. XX wieku założył laboratorium neuropsychologiczne na Uniwersytecie Iowa (funkcjonujące do dziś pod jego imieniem) i skąd odszedł z tytułem profesora emerytowanego. Był autorem licznych badań, artykułów i książek w zakresie neuropsychologii, z których wiele jest cytowanych po dziś dzień. Był również autorem wielu metod psychometrycznych służących eksperymentalnej bądź klinicznej ocenie zaburzeń procesów poznawczych powstałych w wyniku uszkodzenia mózgu, w tym Testu Pamięci Wzrokowej Bentona (BVMT), stosowanego do oceny sprawności wzrokowo-motorycznej (grafomotorycznej), umiejętności wzrokowo-przestrzennych, bezpośredniej pamięci wzrokowej i generalnie zdolności do spostrzegania. W Polsce (i nie tylko) test ten wszedł w zakres tzw. triady organicznej.